# Bischofswerdaer FV 08

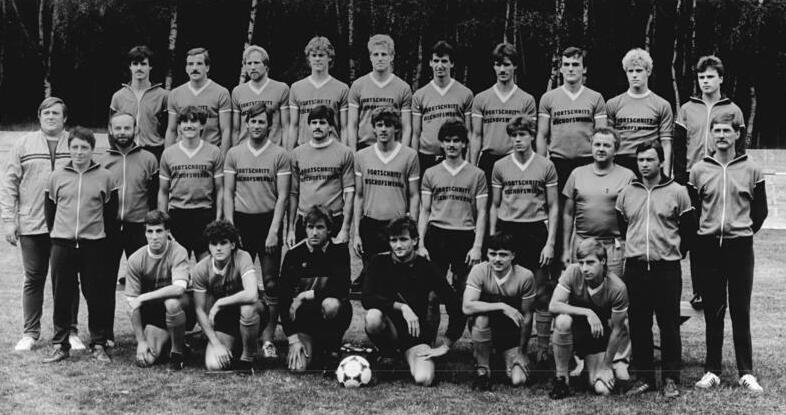
El equipo campeón de la DDR-Liga en la temporada 1985/86.

El Bischofswerdaer FV 08 es un equipo de fútbol de Alemania que juega en la Regionalliga Nordost, una de las ligas regionales que conforman la cuarta división de fútbol en el país.

## Historia

### Orígenes
Fue fundado el 14 de julio de 1909 en la ciudad de Bischofswerda en la región de Baja Sajonia, y no tuvo mucha relevancia antes de la Segunda Guerra Mundial, solo que como varios equipos al terminar la guerra, fue disuelto como parte del proceso de reorganización que se dio en Alemania.

### Periodo de posguerra
En 1946 el club renace como SC Bischofswerda, que por razones de patrocinio pasó a ser BSG Industrie Bischofswerda, y en 1972 cambió a BSG Fortschritt Bischofswerda por la fábrica de tractores Fortschritt.
En 1976 logra el ascenso a la DDR-Liga, la segunda división de Alemania Democrática, liga que estaba dividida en grupos regionales y que tan solo pudo jugar una temporada en segunda división. En 1984 la segunda categoría fue reorganizada y regresaron a la segunda división, en la cual estuvo dos temporadas y logró el ascenso a la DDR-Oberliga, la primera división de Alemania Democrática, por primera vez en su historia.
Su paso en la máxima categoría fue corto ya que terminaron en el último lugar de la liga y descendieron. Dos años después logra llegar a los cuartos de final de la Copa de Alemania Democrática, y un año después regresa a la DDR-Oberliga, donde lamentablemente repitió su aparición anterior y terminó último entre 14 equipos, descendiendo a la recién creada NOFV-Liga con el nombre FV Forrtschritt Bischofswerda, donde al final de la temporada y tras la reunificación alemana cambiaron su nombre por el que tienen actualmente.

### Reunificación Alemana
En 1991 fue uno de los equipos fundadores de la NOFV-Oberliga Süd como Alemania unificada, ganando al año siguiente la Copa de Sajonia y con ello clasificó por primera vez a la Copa de Alemania, alcanzando la tercera ronda donde fue eliminado por el Karlsruher SC de la Bundesliga. En la temporada 1992/93 terminó en segundo lugar de la liga, pero no obtuvo el ascenso a la 2. Bundesliga por no obtener la licencia de competición.
En 1994 fue uno de los equipos fundadores de la Regionalliga Nordost, en la que jugó por dos temporadas hasta descender en 1996, iniciando un proceso de caída libre que lo llevó a jugar en la Landesliga en 2000/01.
En la temporada 2014/15 logra el ascenso a la NOFV-Oberliga, la quinta división, en la que jugó por tres temporadas hasta que logra el título y logra el ascenso a la cuarta división.

## Palmarés
- DDR-Liga: 2

1986, 1989
- NOFV-Oberliga: 1

2018
- Sachsenliga: 1

2015
- Bezirksliga Dresden: 3

1976, 2004, 2011
- Saxony Cup: 1

1992